# Anna Maria de Solms-Sonnenwalde
Anna Maria de Solms-Sonnenwalde (en alemany Anna Maria zu Solms-Sonnenwalde) va néixer a Sonnewalde (Alemanya) el 24 de gener de 1585 i va morir a Ottweiler el 20 de novembre de 1634. Era una noble alemanya, filla del comte Otó de Solms-Sonnenwalde (1550-1612) i d'Anna Amàlia de Nassau-Weilburg (1560-1635).
Enmig de l'agitació de la Guerra dels Trenta Anys, i ja havent enviudat, Anna Maria va assumir les regnes del govern del comtat. El setembre de 1634, es va refugiar amb la seva mare i els seus fills a Ottweiler a la casa de Nassau-Saarbrücken de la seva mare.

## Matrimoni i fills
El 15 de gener de 1609 es va casar a Sonnewalde amb el comte Felip Ernest de Hohenlohe-Langenburg (1584-1628), fill de Wolfgang II de Hohenlohe-Neuenstein (1546-1610) i de Magdalena de Nassau-Dillenburg (1547-1633). El matrimoni va tenir onze fills: 
- Wolfgang Otó (1611-1632)
- Felip Ernest, nascut i mort el 1612.
- Lluís Carles (1613-1632)
- Felip Maurici (1614-1635)
- Jordi Frederic (1615-1616)
- Anna Magdalena (1617-1671), casada amb Jordi Lluís de Kirchberg († 1686).
- Dorotea (1618–??)
- Joaquim Albert (1619-1675)
- Eva Cristina (1621-1681), casada amb Wolfgang de Hohenlohe-Waldenburg (1617-1658).
- Maria Juliana (1623-1695), casada primer amb Joan Guillem de Limpurg-Schmiedelfeld (1607-1655), i després amb Francesc Reichserbschenk de Limpurg († 1673).
- Enric Frederic (1625-1699), casat primer amb Elionor Magdalena de Hohenlohe-Weikersheim (1635-1657), i després amb Juliana Dorotea de Castell-Remlingen (1640-1706)